# 44e brigade mécanisée (Ukraine)
La 44e brigade mécanisée (en ukrainien : 44-ма окрема механізована бригада, abrégé en 44 ОМБр ; numéro d'unité militaire А4723) est une grande unité d'infanterie mécanisée de l'Armée de terre ukrainienne.

## Historique

### Invasion russe de l'Uraine

#### Création et entraînement
Durant l'hiver 2022-2023, les Forces armées de l'Ukraine commencent à préparer une contre-offensive, prévue pour la fin du printemps. Dans ce cadre, plusieurs nouvelles brigades sont constituées, équipées notamment avec des matériels fournis par les pays occidentaux, et composées de soldats en partie entraînés par eux. Parmi ces nouvelles unités se trouve la 44e brigade mécanisée, créée au cours de l'année 2023. Une partie de la brigade est formée en Pologne au maniement de certains blindés occidentaux tels que des Leopard 1 ainsi que des BMP-1. Les deux autres bataillons recoivent des KTO Rosomak. Forbes considère la 44e brigade comme une « formation d’infanterie lourde dotée d’une puissance de feu mobile abondante ».

#### Secteur Svatove - Koupiansk
A l'été 2023, des unités de la 44e brigade sont identifiées grâce à l'OSINT comme prenant part au combats à proximité dans le secteur de Svatove, pendant lesquels le commandant du 3e bataillon Oleksiy Cheloudko est tué près du village de Berestove. Elle prend part aux combats à Novoselivske mais également directement à l'ouest de Svatove défendant les villages de Myasozharivka et Anriivka. Depuis décembre 2023, des éléments de la brigade dont le 3e bataillon mécanisé sont déployés en renfort dans le secteur de Koupiansk, près du village de Synkivka alors en proie à de nombreux assauts russes.

## Structure

### Ordre de bataille
- État-major de la brigade,
  - 
    -  Compagnie de protection du QG ;

  -  1er bataillon mécanisé ;
  -  2e bataillon mécanisé ;
  -  3e bataillon mécanisé
  -  21e bataillon de fusiliers (unité militaire A7105, Oblast de Tchernihiv) ;
  -  61e bataillon de fusiliers (unité militaire A4462 ) ;
  -  62e bataillon de fusiliers (unité militaire A4467, Poltava) ;
  -  Bataillon de chars
  -  Groupe d'artillerie de la brigade :
    - 
      -  État-major (штаб) du groupe d'artillerie ;
      -  batterie de contrôle et d'acquisition de cibles ;

    -  1er bataillon d'artillerie automotrice [7] ;
    -  2e bataillon d'artillerie automotrice ;
    -  Bataillon de lance-roquettes multiples ;
    -  Bataillon d'artillerie antichar (MT-12 Rapira) ;

  -  Bataillon antiaérien ;
  -  Bataillon de drones ;
  -  Compagnie de reconnaissance ;
  -  Bataillon du génie ;
  -  Bataillon logistique ;
  -  Compagnie de transmissions ;
  -  Bataillon de maintenance ;
  -  Compagnie de guerre électronique ;
  -  Compagnie médicale (soins et évacuation)
  -  Compagnie de défense NRBC ;

### Matériel
La brigade est en partie équipée de matériel polonais : 
- Bataillon de chars : Leopard 1A5.
- Bataillons mécanisés : de véhicules de combat d'infanterie BMP-1 et de KTO Rosomak[8] polonais. Blindé de transport de troupes Valuk livrés par la Slovénie.
- Groupe d'artillerie : un bataillon d’artillerie automotrice sur canons automoteurs 2S1 Gvozdika et de mortiers automoteurs Rak M120 (en) polonais[4].
- Génie et maintenance : Bergepanzer-2 et blindé anti-mine Wisent-1 allemands

## Traditions

### Devise
La devise de la brigade est la locution latine « Si vis pacem, para bellum » (Si tu veux la paix, prépare la guerre).

### Insignes de la brigade
|                                |
| Insigne officiel de la brigade |

|                                     |
| Insigne non officiel de la brigade. |